# Макарова Антоніна Макарівна
Антоні́на Мака́рівна Мака́рова (рос. Антонина Макаровна Макарова; справжнє прізвище Парфьонова, в шлюбі Гінзбург, також відома як «Тонька-кулеметниця»), (1 березня 1920, Москва, РРФСР — 11 серпня 1979) — російська колаборантка, виконувала розстріли радянських громадян під час Другої світової війни на території Локотської республіки (Локотського самоуправління). Розстріляла понад 1500 осіб. Була затримана у 1978 р. і за вироком суду страчена за воєнні злочини.

## Біографія
Народилася у багатодітній родині, однак помилково в школі була записана як Макарова. Під цим прізвищем вона закінчила середню школу і з початком війни пішла доброволицею на фронт як медична сестра. Через декілька місяців після початку військових дій Макарова разом з іншими радянськими військами потрапила в оточення і опинилася за лінією фронту на окупованій німцями території. В кінці 1941 р. вона знайшла притулок у селищі Локоть (теперішня Брянська область), де під патронажем нацистів була заснована Локотська республіка — самоврядне, колабораційне утворення, яке вело боротьбу з партизанами на боці нацистської Німеччини.
У Локотській республіці Макарову зарахували до місцевого військового з'єднання колаборантів і дуже швидко запропонували виконувати розстріли полонених партизанів та тих, що підозрювалися у співпраці з комуністами. За власним зізнанням Макарової перший розстріл вона виконувала у стані алкогольного сп'яніння, але пізніше призвичаїлася до своєї роботи ката і виконувала її регулярно і старанно. За увесь час співпраці з локотськими колаборантами Макарова, використовуючи кулемет «Максим», стратила понад 1500 людей різного віку і статі.
Влітку 1943 року Макарова була відкомандирована до німецького тилового шпиталю на лікування від венеричних хвороб і таким чином уникла захоплення партизанами і Червоною Армією. У 1945 р. Антоніна Макарова опинилася біля міста Кенігсберг, де, підробивши документи, влаштувалася на службу до радянського військового шпиталю. З часом вона познайомилася та одружилася з ветераном війни Віктором Гінзбургом та взяла його прізвище. Після війни подружжя переїхало на батьківщину чоловіка, до м. Лепель у Білорусі. Антоніна Гінзбург влаштувалася на місцевому підприємстві, народила двох дочок і вважалася ветеранкою війни та однією з поважних мешканок міста.
Розкрити минуле Макарової було досить важко через незбіг прізвища при народженні з тим, яке вона отримала пізніше. Кардинальний поворот у справі Макарової трапився випадково у 1976 році, коли один з її братів у Московській області подавав документи на закордонний паспорт і повідомив в анкеті про існування сестри під прізвищем Макарова. Після тривалого слідства Антоніна Макарова була заарештована у 1978 р. і згодом зізналася у виконанні розстрілів під час війни. Численні апеляції Макарової були відхилені і за вироком суду 11 серпня 1979 року вона була розстріляна.